# Ракита (Грчка)
Ракита (грч. Ολυμπιάδα, Олимпијада) је насељено место у општини Еордеја у периферији Западна Македонија, Грчка. Према попису из 2021. године било је 537 становника.
Према бугарском географу и историчару, Василу Канчову, у Ракити је 1900. године живело 700 Словена хришћана. После Првог светског рата део словенског становништва се иселио а на њихово место су 1924. године насељене грчке избегличке породице из Турске, укуоно 66 особа. На попису из 1991. године у селу је било 889 житеља, од чега су апсолутну већину чинили Словени.